# エントロピー弾性
エントロピー弾性（エントロピーだんせい）とは、外部の力によって規則的に配列していた分子が、エントロピー増大則に従って元の不規則な状態へ戻ろうとする性質のこと。温度を一定にして体積を変化させたときのエントロピー変化により生じる弾性力。

## 概要
通常、固体は圧縮すると発熱する。ところがゴムは伸長する時に発熱して、圧縮すると冷たくなる（グー・ジュール効果）。1805年に盲目の科学者グー（J. Gough）によって発見されたこの性質を、熱力学の観点からジュールが深く検討したことで、ゴムの熱力学的性質が明らかとなり、エントロピー弾性という概念が誕生した。
具体的には閉空間に閉じ込めた気体や、高分子系物質に外力を加えて引き伸ばした際にエントロピーが低下し、エントロピー増大則によってミクロブラウン運動が（高分子系の場合は）起こり、元の形状に戻ろうとする力が生じている。
気体は全てエントロピー弾性である。ゴムに代表される高分子系物質は常温から高温においてはエントロピー弾性であるが、低温になると分子結晶化により固体としてのエネルギー弾性が支配的になる。また形状記憶合金の性質にもエントロピー弾性が働いていると考えられる。
もう1種の弾性として固体の「エネルギー弾性」がある。エネルギー弾性と比較した時、エントロピー弾性には吸熱を伴って 巨大な収縮を生じさせるという特徴が見られる。

## ゴムにおける熱力学的定式化
内部エネルギー E、熱力学温度 T、エントロピー S として、長さ L のゴムを引っ張った時の張力 f は、熱力学第一法則、同第二法則、ヘルムホルツ自由エネルギー F の三つから以下のように表される：
{\displaystyle f=\left({\frac {\partial F}{\partial L}}\right)_{T}=\left({\frac {\partial E}{\partial L}}\right)_{T}-T\left({\frac {\partial S}{\partial L}}\right)_{T}.}
ここで右辺の第一項が E によるエネルギー弾性、第二項が S によるエントロピー弾性である。エントロピーを実験測定することは難しいが、マクスウェルの関係式を用いることで、全てを計測可能な量だけの式に変換できる：
{\displaystyle f=\left({\frac {\partial E}{\partial L}}\right)_{T}+T\left({\frac {\partial f}{\partial T}}\right)_{L}.}
K. H.メイヤー、C. フェリーの実験から、ゴム張力と絶対温度の間には比例関係 f = CT（C > 0は定数）が成り立つことが知られているので、これを先の式に代入すれば {\displaystyle (\partial E/\partial L)_{T}=0} が導かれ、ゴムの弾性に関して内部エネルギーは完全に無視できる。すなわち、ゴムの弾性力はまさしくエントロピー弾性だと言える。
あらためてゴム張力を式の形で表すなら以下の通り：
{\displaystyle f=-T\left({\frac {\partial S}{\partial L}}\right)_{T}.}
ゴムの長さ L と T との関係で表せば、断熱変化において
{\displaystyle \mathrm {d} T={\frac {CT}{c_{L}}}\mathrm {d} L,\quad C=-\left({\frac {\partial S}{\partial L}}\right)_{T}}
である。ただし {\displaystyle c_{L}=-(\partial S/\partial T)_{L}>0} は長さを一定にしたときの熱容量である。
注意点として、メイヤー・フェリーの実験においてゴムと絶対温度に比例関係が成り立つのは T がおよそ 230 K以上の温度帯に限られている。したがってこの温度よりも低温状態のゴムに関してはこの限りではない。